# Nati nel 1817
| Questa pagina contiene informazioni ricavate automaticamente dalle voci biografiche con l'ausilio del template Bio e di un bot. L'aggiornamento è periodico e automatico e ricostruisce completamente la pagina. Se manca una persona in questa lista, sei pregato di non aggiungerla, ma accertati piuttosto che la sua voce biografica contenga il template Bio e che i dati anagrafici siano correttamente compilati. Se il template Bio manca, inseriscilo tu stesso o, in alternativa, metti l'avviso {{tmp\|Bio}} che ne segnala la mancanza. Se i dati riportati sono sbagliati, correggi direttamente la voce biografica; le modifiche saranno visibili in questa lista entro pochi giorni. Per chiarimenti vedi il progetto biografie. La lista contiene solo le 367 persone che sono citate nell'enciclopedia e per le quali è stato implementato correttamente il template Bio. Pagina aggiornata al 18 ago 2025. |

## Gennaio(24)
- 1º gennaio - Antonio Guadagnini, pittore italiano († 1900)
- 1º gennaio - Heinrich Voelter, inventore tedesco († 1887)
- 2 gennaio - François Chabas, egittologo francese († 1882)
- 2 gennaio - Carlo Tito Dalbono, storico, romanziere e critico d'arte italiano († 1880)
- 3 gennaio - Theodosius Harnack, teologo tedesco († 1889)
- 6 gennaio - J.J. McCarthy, architetto irlandese († 1882)
- 7 gennaio - Henry Nelson O'Neil, pittore britannico († 1880)
- 7 gennaio - Giorgio Tamajo, politico, militare e prefetto italiano († 1897)
- 8 gennaio - Theophilus Shepstone, politico sudafricano († 1893)
- 10 gennaio - Gustav Wilhelm Körber, botanico tedesco († 1885)
- 10 gennaio - August Weber, pittore tedesco († 1873)
- 13 gennaio - Filippo Campus Chessa, vescovo cattolico italiano († 1887)
- 14 gennaio - Vincenzo Giordano Orsini, generale e politico italiano († 1889)
- 15 gennaio - Leser Landshuth, rabbino tedesco († 1887)
- 16 gennaio - Ignazio Masotti, cardinale italiano († 1888)
- 16 gennaio - Giacomo Medici, generale e politico italiano († 1882)
- 19 gennaio - Caterina di Hohenlohe-Waldenburg-Schillingsfürst, principessa († 1893)
- 21 gennaio - Amalie Mánesová, pittrice ceca († 1883)
- 21 gennaio - Salvatore Pappalardo, compositore italiano († 1884)
- 22 gennaio - Eugen Adam, pittore tedesco († 1880)
- 23 gennaio - Jacques Gabriel Bulliot, archeologo francese († 1902)
- 28 gennaio - Simon François Bernard, medico e rivoluzionario francese († 1862)
- 29 gennaio - Francisco Savalls, militare spagnolo († 1885)
- 30 gennaio - Adolphe Yvon, pittore francese († 1893)

## Febbraio(28)
- 1º febbraio - Paolo De Flotte, esploratore, inventore e politico francese († 1860)
- 2 febbraio - Josep Maria Ventura i Casas, compositore e musicista spagnolo († 1875)
- 3 febbraio - Émile Prudent, pianista e compositore francese († 1863)
- 5 febbraio - Sarah Marinda Bates Pratt, presbitero statunitense († 1888)
- 6 febbraio - Andrea Besteghi, pittore italiano († 1869)
- 7 febbraio - Rinaldo Ruschi, politico italiano († 1891)
- 8 febbraio - Richard Stoddert Ewell, generale statunitense († 1872)
- 8 febbraio - John Riley, militare irlandese († 1850)
- 10 febbraio - Maria Luigia Pizzoli, pianista e compositrice italiana († 1838)
- 15 febbraio - Pietro Fortunato Calvi, patriota italiano († 1855)
- 15 febbraio - Charles-François Daubigny, pittore francese († 1878)
- 15 febbraio - Filippo Oldoini, nobile, politico e diplomatico italiano († 1889)
- 16 febbraio - Girolamo Simoncelli, patriota italiano († 1852)
- 17 febbraio - Guglielmo III dei Paesi Bassi, sovrano olandese († 1890)
- 17 febbraio - Édouard Thilges, politico lussemburghese († 1904)
- 17 febbraio - Angiolo Tricca, illustratore e pittore italiano († 1884)
- 18 febbraio - Lewis Addison Armistead, militare statunitense († 1863)
- 21 febbraio - Domenico Ghirardelli, imprenditore italiano († 1894)
- 21 febbraio - Reginald Sackville, VII conte De La Warr, nobile britannico († 1896)
- 21 febbraio - José Zorrilla, poeta e drammaturgo spagnolo († 1893)
- 22 febbraio - Onorato Bacchetti, medico italiano († 1890)
- 22 febbraio - Carl Borchardt, matematico tedesco († 1880)
- 22 febbraio - Niels Gade, compositore, direttore d'orchestra e organista danese († 1890)
- 23 febbraio - George Frederic Watts, pittore e scultore inglese († 1904)
- 24 febbraio - Auguste-Alexandre Ducrot, generale francese († 1882)
- 24 febbraio - Heinrich Eduard von Lade, banchiere e astronomo tedesco († 1904)
- 25 febbraio - Bartolomeo Pacca il Giovane, cardinale italiano († 1880)
- 26 febbraio - Alessandro Rizza, patriota e naturalista italiano († 1866)

## Marzo(40)
- 1º marzo - Albin Dunajewski, cardinale e vescovo cattolico polacco († 1894)
- 1º marzo - Giovanni Dupré, scultore italiano († 1882)
- 1º marzo - Jules Eytel, avvocato e politico svizzero († 1873)
- 2 marzo - János Arany, poeta ungherese († 1882)
- 4 marzo - Edwards Pierrepont, politico e avvocato statunitense († 1892)
- 5 marzo - Angelo Genocchi, matematico italiano († 1889)
- 5 marzo - Austen Henry Layard, archeologo, diplomatico e politico britannico († 1894)
- 7 marzo - Alexandre Antigna, pittore francese († 1878)
- 8 marzo - Jozef Božetech Klemens, pittore, scultore e inventore slovacco († 1883)
- 9 marzo - Domenico Bellini, patriota italiano († 1889)
- 9 marzo - Biagio Brasini, imprenditore italiano († 1899)
- 9 marzo - Giuseppe Milesi Pironi Ferretti, cardinale italiano († 1873)
- 9 marzo - Francisco del Rosario Sánchez, politico dominicano († 1861)
- 10 marzo - Claude-Marie Dubuis, vescovo cattolico francese († 1895)
- 10 marzo - Patrick Neeson Lynch, vescovo cattolico statunitense († 1882)
- 12 marzo - Andrej Pavlovič Šuvalov, ufficiale russo († 1876)
- 13 marzo - Luigi Tornielli, politico italiano († 1890)
- 14 marzo - Charles Victor Daremberg, medico francese († 1872)
- 14 marzo - Franziska Möllinger, fotografa svizzera († 1880)
- 14 marzo - Carlo Pedrotti, compositore e direttore d'orchestra italiano († 1893)
- 17 marzo - Achille Gennarelli, patriota, politico e archeologo italiano († 1902)
- 17 marzo - Pasquale Stanislao Mancini, avvocato, giurista e politico italiano († 1888)
- 17 marzo - Kalama delle Hawaii, nobildonna statunitense († 1870)
- 18 marzo - Louis Jules Duboscq, inventore e fotografo francese († 1886)
- 19 marzo - Miriam Bannister, supercentenaria britannica († 1928)
- 19 marzo - Jozef Miloslav Hurban, scrittore, politico e pastore protestante slovacco († 1888)
- 20 marzo - Agostino Daldini, presbitero e botanico svizzero († 1895)
- 21 marzo - Pietro Manodori, politico e banchiere italiano († 1877)
- 21 marzo - Joseph Poelaert, architetto belga († 1879)
- 22 marzo - Braxton Bragg, generale statunitense († 1876)
- 24 marzo - Aimé Maillart, compositore francese († 1871)
- 25 marzo - Filippo Patella, presbitero e patriota italiano († 1898)
- 26 marzo - Ludwig von Paar, diplomatico e nobile austriaco († 1893)
- 26 marzo - Wilhelm Roser, chirurgo e oculista tedesco († 1888)
- 27 marzo - Karl Wilhelm von Nägeli, botanico svizzero († 1891)
- 27 marzo - Robert Rive, fotografo francese († 1868)
- 27 marzo - William Ward, I conte di Dudley, nobile inglese († 1885)
- 28 marzo - Francesco de Sanctis, critico letterario, saggista e politico italiano († 1883)
- 31 marzo - George Lyttelton, IV barone Lyttelton, nobile e politico inglese († 1876)
- 31 marzo - Charlotte Stuart, pittrice inglese († 1861)

## Aprile(31)
- 1º aprile - Carlo Taverna, politico italiano († 1871)
- 2 aprile - Erastus Dow Palmer, scultore statunitense († 1904)
- 2 aprile - Teodulo Mabellini, compositore italiano († 1897)
- 6 aprile - Sebastiano Grandis, ingegnere italiano († 1892)
- 7 aprile - Hermann von Rosenberg, naturalista, cartografo e ornitologo tedesco († 1888)
- 7 aprile - Francesco Selmi, chimico italiano († 1881)
- 8 aprile - Charles Brown-Sequard, fisiologo e neurologo britannico († 1894)
- 9 aprile - Alexander Thomson, architetto scozzese († 1875)
- 10 aprile - Konstantin Sergeevič Aksakov, scrittore, critico letterario e filosofo russo († 1860)
- 10 aprile - Giuseppe Mischi, avvocato, docente e politico italiano († 1896)
- 12 aprile - Guillaume-René Meignan, cardinale e arcivescovo cattolico francese († 1896)
- 12 aprile - Luigi Seismit Doda, politico e generale italiano († 1890)
- 13 aprile - Marianna De Crescenzo, patriota italiana († 1869)
- 13 aprile - Nunzio Sulprizio, operaio e artigiano italiano († 1836)
- 13 aprile - Alphonse Wauters, archivista e storico belga († 1898)
- 14 aprile - Carlo Felice Colonna Barberini, duca di Castelvecchio, nobile e militare italiano († 1880)
- 14 aprile - Henri t'Kint de Roodenbeke, nobile, politico e diplomatico belga († 1900)
- 15 aprile - François Bachet, politico francese († 1881)
- 17 aprile - Rudolf Eitelberger, storico dell'arte ceco († 1885)
- 18 aprile - George Henry Lewes, scrittore e critico letterario britannico († 1878)
- 19 aprile - Bernhard Seyfert, ginecologo austriaco († 1870)
- 21 aprile - Peter Ludwig Hertel, compositore tedesco († 1899)
- 22 aprile - Carl Ramon Soter von Lederer, diplomatico e nobile austriaco († 1890)
- 22 aprile - Julius Wilhelm Planck, giurista tedesco († 1900)
- 23 aprile - Emerentiana Hausbacher, austriaca († 1904)
- 24 aprile - Jean Charles Galissard de Marignac, chimico svizzero († 1894)
- 25 aprile - Édouard-Léon Scott de Martinville, editore francese († 1879)
- 26 aprile - Luigi Amici, scultore italiano († 1897)
- 27 aprile - Emanuel von Sievers, politico, mecenate e artista tedesco († 1909)
- 29 aprile - Vincent Benedetti, diplomatico francese († 1900)
- 30 aprile - Antonio La Scala, vescovo cattolico italiano († 1889)

## Maggio(28)
- 1º maggio - Albertina di Montenuovo, nobile italiana († 1867)
- 3 maggio - Jean Baptiste Barla, micologo francese († 1896)
- 4 maggio - Florian Ceynowa, scrittore, linguista e attivista polacco († 1881)
- 4 maggio - Giuseppe Teta, vescovo cattolico italiano († 1875)
- 8 maggio - Giovanni Minghelli Vaini, politico e prefetto italiano († 1891)
- 10 maggio - Julius Springer, imprenditore e editore tedesco († 1877)
- 11 maggio - Fanny Cerrito, danzatrice e coreografa italiana († 1909)
- 11 maggio - Frederik Hegel, editore, letterato e tipografo danese († 1887)
- 12 maggio - Giovanni Pierallini, arcivescovo cattolico italiano († 1888)
- 13 maggio - Giuseppe Mirabelli, giurista e politico italiano († 1901)
- 14 maggio - Giuseppe Poli, scultore italiano
- 15 maggio - Mario Rizzari, docente, economista e politico italiano († 1886)
- 16 maggio - Mykola Ivanovyč Kostomarov, storico e scrittore ucraino († 1885)
- 17 maggio - Henry William Bristow, geologo britannico († 1889)
- 17 maggio - Pasquale Visocchi, agronomo italiano († 1908)
- 19 maggio - Francesco Rubini, patriota, politico e avvocato italiano († 1892)
- 19 maggio - Luigi Sartori, pianista e compositore italiano († 1844)
- 20 maggio - Edward Armitage, pittore inglese († 1896)
- 20 maggio - Christian Johansson, danzatore e coreografo russo († 1903)
- 21 maggio - Hermann Lotze, filosofo e logico tedesco († 1881)
- 21 maggio - Niklaus Riggenbach, ingegnere svizzero († 1899)
- 23 maggio - Manuel Robles Pezuela, politico e militare messicano († 1862)
- 24 maggio - Richard Somerset, II barone Raglan, nobile inglese († 1884)
- 27 maggio - Giuseppe Bardari, magistrato e scrittore italiano († 1861)
- 28 maggio - Jerzy Henryk Lubomirski, nobile e politico polacco († 1872)
- 31 maggio - Édouard Deldevez, compositore, direttore d'orchestra e violinista francese († 1897)
- 31 maggio - Georg Herwegh, poeta e rivoluzionario tedesco († 1875)
- 31 maggio - Carl Wilhelm Tölcke, politico tedesco († 1893)

## Giugno(26)
- 2 giugno - Victor Séjour, scrittore e drammaturgo statunitense († 1874)
- 3 giugno - Pasquale Budetta, politico italiano († 1896)
- 3 giugno - Amedeo Chiavarina di Rubiana, politico italiano († 1889)
- 3 giugno - Pauline von Mallinckrodt, religiosa tedesca († 1881)
- 3 giugno - Clementina d'Orléans, nobile († 1907)
- 6 giugno - Augusto Ruspoli, principe e politico italiano († 1882)
- 7 giugno - Luigi Caburlotto, presbitero italiano († 1897)
- 8 giugno - Théodore Ballu, architetto francese († 1885)
- 9 giugno - Julio Arboleda Pombo, poeta e politico colombiano († 1862)
- 12 giugno - Lothar von Faber, imprenditore tedesco († 1896)
- 13 giugno - Antonio de Torres Jurado, liutaio spagnolo († 1892)
- 14 giugno - Friedrich Otto Gustav Quedenfeldt, entomologo tedesco († 1891)
- 15 giugno - Johann Baptist Chiari, ginecologo austriaco († 1854)
- 15 giugno - Didaco Macciò, politico italiano († 1862)
- 15 giugno - Enrico Pollastrini, pittore italiano († 1876)
- 18 giugno - Jang Bahadur Rana, generale e politico nepalese († 1877)
- 20 giugno - Auguste Alfred Rubé, pittore, decoratore e scenografo francese († 1899)
- 23 giugno - Louis Brisson, presbitero francese († 1908)
- 24 giugno - Vladimir Ivanovič Barjatinskij, nobile e ufficiale russo († 1875)
- 24 giugno - Charles Jourdain, filosofo e letterato francese († 1886)
- 25 giugno - Nicola III Esterházy, nobile ungherese († 1894)
- 26 giugno - Branwell Brontë, pittore, scrittore e insegnante britannico († 1848)
- 26 giugno - Bertrando Spaventa, filosofo e politico italiano († 1883)
- 27 giugno - Louise von François, scrittrice tedesca († 1893)
- 30 giugno - Henry Elliot, diplomatico inglese († 1907)
- 30 giugno - Joseph Dalton Hooker, botanico inglese († 1911)

## Luglio(35)
- 1º luglio - Franz Breit, medico tedesco († 1868)
- 5 luglio - Hermann Friedberg, medico tedesco († 1884)
- 5 luglio - John Loughborough Pearson, architetto inglese († 1897)
- 5 luglio - Pietro Aristeo Romeo, patriota e politico italiano († 1886)
- 5 luglio - Carl Vogt, filosofo e zoologo tedesco († 1895)
- 5 luglio - Miguel de los Santos Álvarez, diplomatico spagnolo († 1892)
- 6 luglio - Rudolf Albert von Kölliker, anatomista e fisiologo svizzero († 1905)
- 7 luglio - Christen Andreas Fonnesbech, politico danese († 1880)
- 8 luglio - Andrej Ľudovít Radlinský, presbitero, linguista e pedagogo slovacco († 1879)
- 10 luglio - Celestino Bianchi, politico e giornalista italiano († 1885)
- 10 luglio - Wilhelmina Bonde, nobildonna svedese († 1899)
- 10 luglio - Tito Livio De Sanctis, medico italiano († 1883)
- 10 luglio - Achille Menotti, politico italiano († 1878)
- 11 luglio - Giovanni Falconi, medico e anatomista italiano († 1900)
- 12 luglio - Henry David Thoreau, filosofo, scrittore e poeta statunitense († 1862)
- 13 luglio - Giulio Benso della Verdura, patriota e politico italiano († 1904)
- 13 luglio - Francesco Sulis, politico italiano († 1877)
- 14 luglio - Maria Teresa d'Austria-Este, regina († 1886)
- 14 luglio - Angelo Camillo De Meis, patriota, filosofo e politico italiano († 1891)
- 14 luglio - Cesare Della Vida, banchiere, politico e armatore italiano († 1879)
- 15 luglio - John Fowler, ingegnere inglese († 1898)
- 15 luglio - Franz Kuhn von Kuhnenfeld, generale austriaco († 1896)
- 17 luglio - Ivan Konstantinovič Ajvazovskij, pittore russo († 1900)
- 17 luglio - Fabio Cannella, politico italiano († 1884)
- 19 luglio - Mary Ann Bickerdyke, infermiera statunitense († 1901)
- 22 luglio - Théodore Herlin, compositore di scacchi francese († 1889)
- 24 luglio - Adolfo di Lussemburgo, sovrano († 1905)
- 25 luglio - Heinrich Gottfried Philipp Gengler, storico tedesco († 1901)
- 25 luglio - Giuseppe Valmarana, politico italiano († 1893)
- 26 luglio - Bernhard Windscheid, giurista tedesco († 1892)
- 29 luglio - Alfred Józef Potocki, nobile e politico polacco († 1889)
- 29 luglio - Wilhelm Griesinger, neurologo e psichiatra tedesco († 1868)
- 29 luglio - James Blair Steedman, generale e editore statunitense († 1883)
- 31 luglio - Carlo Vittore Papardo, vescovo cattolico italiano († 1874)
- 31 luglio - Antonio Scialoja, economista e politico italiano († 1877)

## Agosto(22)
- 1º agosto - Adolfo I di Schaumburg-Lippe, principe († 1893)
- 1º agosto - Richard Dadd, pittore britannico († 1886)
- 2 agosto - Valdemaro di Prussia, nobile e militare prussiano († 1849)
- 3 agosto - Alberto d'Asburgo-Teschen, generale austriaco († 1895)
- 4 agosto - Frederick Theodore Frelinghuysen, politico statunitense († 1885)
- 4 agosto - Dominique Antoine Magaud, pittore francese († 1899)
- 4 agosto - Paul-Matthieu de La Foata, vescovo cattolico e scrittore francese († 1899)
- 6 agosto - Salvador Bermúdez de Castro, nobile, poeta e diplomatico spagnolo († 1883)
- 9 agosto - Luigi Alippi, politico e avvocato italiano
- 10 agosto - Nicolò Turrisi Colonna, politico italiano († 1889)
- 12 agosto - Louis-Jules Bouchot, architetto francese († 1907)
- 14 agosto - Ali Muddat ibn al-Husayn, tunisino († 1902)
- 18 agosto - Domenico Tarsitani, medico italiano († 1873)
- 20 agosto - Georges Cloué, militare e politico francese († 1889)
- 20 agosto - Jacques Louis Durand, operaio e politico francese († 1871)
- 20 agosto - Cölestin Josef Ganglbauer, cardinale, arcivescovo cattolico e abate austriaco († 1889)
- 20 agosto - Giambattista Scala, mercante e diplomatico italiano († 1876)
- 23 agosto - Panfilo Serafini, storico e patriota italiano († 1864)
- 25 agosto - Maria Eugenia di Gesù, religiosa francese († 1898)
- 27 agosto - Jean-Baptiste Boffinton, politico francese († 1899)
- 28 agosto - Léopold de Folin, oceanografo e zoologo francese († 1896)
- 29 agosto - John Leech, illustratore britannico († 1864)

## Settembre(25)
- 1º settembre - Vittoria Savorelli, nobile italiana († 1838)
- 5 settembre - Aleksej Konstantinovič Tolstoj, scrittore, poeta e drammaturgo russo († 1875)
- 6 settembre - Mihail Kogălniceanu, avvocato, storico e politico romeno († 1891)
- 7 settembre - Luisa d'Assia-Kassel, principessa tedesca († 1898)
- 8 settembre - Claude Lecomte, generale francese († 1871)
- 9 settembre - Speed Smith Fry, generale, giudice e avvocato statunitense († 1892)
- 9 settembre - Johann Gottfried Piefke, compositore prussiano († 1884)
- 10 settembre - Sikandar Begum, principe indiano († 1868)
- 10 settembre - Richard Spruce, botanico e esploratore britannico († 1893)
- 11 settembre - William Orville Ayres, medico, ittiologo e ornitologo statunitense († 1887)
- 12 settembre - Constantin Frantz, scrittore e politico prussiano († 1891)
- 12 settembre - Giovanni Battista Varè, avvocato, politico e patriota italiano († 1884)
- 13 settembre - Giuseppe Mazza, pittore italiano († 1884)
- 14 settembre - Stefano d'Asburgo-Lorena, austriaco († 1867)
- 14 settembre - Theodor Storm, poeta e scrittore tedesco († 1888)
- 14 settembre - Erminia d'Asburgo-Lorena, principessa austriaca († 1842)
- 17 settembre - Anselmo Fauli, vescovo cattolico italiano († 1876)
- 18 settembre - Federico Bellelli, politico italiano († 1907)
- 21 settembre - Mateo Benigno de Moraza, politico e giurista spagnolo († 1878)
- 21 settembre - Ernst Boll, naturalista, storico e geologo tedesco († 1868)
- 21 settembre - Maria Merkert, religiosa tedesca († 1872)
- 22 settembre - Hermann Edler von Zeissl, dermatologo e medico austriaco († 1884)
- 24 settembre - Ramón de Campoamor, poeta, drammaturgo e filosofo spagnolo († 1901)
- 29 settembre - Antoine-Émile Plassan, pittore francese († 1903)
- 30 settembre - Angelo Minich, politico italiano († 1893)

## Ottobre(28)
- 2 ottobre - Massimiliano di Leuchtenberg, duca († 1852)
- 2 ottobre - Gunnar Wennerberg, scrittore svedese († 1901)
- 4 ottobre - August Hirsch, medico tedesco († 1894)
- 10 ottobre - Christophorus Buys Ballot, meteorologo olandese († 1890)
- 10 ottobre - Serafino Dubois, scacchista italiano († 1899)
- 10 ottobre - Emilia Goggi, mezzosoprano italiana († 1857)
- 11 ottobre - Helena Faucit, attrice teatrale inglese († 1898)
- 11 ottobre - Étienne-Antoine Parrocel, imprenditore, storico dell'arte e pittore francese († 1899)
- 11 ottobre - Maria Amelia di Baden, duchessa († 1888)
- 13 ottobre - Agostino Farina, politico italiano († 1896)
- 14 ottobre - Constant Bar, entomologo francese († 1878)
- 17 ottobre - Alfred Des Cloizeaux, mineralogista francese († 1897)
- 17 ottobre - Syed Ahmed Khan, filosofo e educatore indiano († 1898)
- 17 ottobre - Alexander Mitchell, banchiere, imprenditore e politico statunitense († 1887)
- 17 ottobre - Samuel Ringgold Ward, editore statunitense
- 19 ottobre - Raffaele Rubini, matematico italiano († 1890)
- 19 ottobre - Tom Taylor, critico letterario e scrittore inglese († 1880)
- 21 ottobre - Antonio Francisco Coronel, politico messicano († 1894)
- 21 ottobre - Wilhelm G.F. Roscher, storico e economista tedesco († 1894)
- 22 ottobre - Alexander Wheelock Thayer, giornalista e musicologo statunitense († 1897)
- 23 ottobre - James William Denver, politico, generale e avvocato statunitense († 1892)
- 23 ottobre - Pierre Larousse, linguista, pedagogista e editore francese († 1875)
- 24 ottobre - Hippolyte Mège-Mouriès, chimico e inventore francese († 1880)
- 26 ottobre - Teresa De Giuli-Borsi, soprano italiano († 1877)
- 27 ottobre - Salvator Angelo De Castro, politico italiano († 1880)
- 29 ottobre - Francis Penrose, architetto britannico († 1903)
- 30 ottobre - Hermann Kopp, chimico tedesco († 1892)
- 31 ottobre - Heinrich Graetz, storico e teologo tedesco († 1891)

## Novembre(33)
- 1º novembre - Youhanna Boutros Al-Hajj, patriarca cattolico libanese († 1898)
- 3 novembre - Ernest Hébert, pittore francese († 1908)
- 5 novembre - H. W. J. Thiersch, filologo tedesco († 1885)
- 6 novembre - Charles James Brenham, politico statunitense († 1876)
- 6 novembre - Giuseppe Campi Bazan, politico e prefetto italiano († 1885)
- 8 novembre - Charles Cavendish-Bentinck, prete britannico († 1865)
- 8 novembre - Enrico Di Brocchetti, ammiraglio e politico italiano († 1885)
- 9 novembre - Edward Canby, generale statunitense († 1873)
- 9 novembre - Carlo Mezzacapo, generale e patriota italiano († 1905)
- 10 novembre - Hermann Karsten, botanico e biologo tedesco († 1908)
- 11 novembre - Gaspare Cavallini, avvocato e politico italiano († 1903)
- 12 novembre - Bahá'u'lláh, profeta e nobile iraniano († 1892)
- 12 novembre - Gustav Nottebohm, musicologo, compositore e pianista tedesco († 1882)
- 13 novembre - Louis James Alfred Lefébure-Wély, organista e compositore francese († 1869)
- 13 novembre - László Magyar, viaggiatore e esploratore ungherese († 1864)
- 13 novembre - Federico Pescetto, politico e generale italiano († 1882)
- 14 novembre - Pasquale Landi, chirurgo italiano († 1895)
- 17 novembre - Carlo Enrico Pasta, compositore italiano († 1898)
- 19 novembre - Angelo Bianchi, cardinale e arcivescovo cattolico italiano († 1897)
- 19 novembre - Claudio Sandonnini, politico italiano († 1899)
- 20 novembre - Benjamin Champney, pittore e litografo statunitense († 1907)
- 20 novembre - Antonio Dozzi, politico italiano († 1885)
- 21 novembre - Richard Brooke Garnett, generale statunitense († 1863)
- 21 novembre - Genova Thaon di Revel, nobile, militare e patriota italiano († 1910)
- 22 novembre - François Bonvin, pittore francese († 1887)
- 22 novembre - Luigi Galassi, medico italiano († 1895)
- 24 novembre - Juan de la Cruz Ignacio Moreno y Maisanove, cardinale e arcivescovo cattolico guatemalteco († 1884)
- 25 novembre - John Bigelow, politico e diplomatico statunitense († 1911)
- 25 novembre - Arnaldo Fusinato, poeta e patriota italiano († 1888)
- 25 novembre - Giuseppe Ignazio Trevisani, politico italiano († 1893)
- 26 novembre - Isacco Maurogonato Pesaro, politico italiano († 1892)
- 26 novembre - Charles-Adolphe Wurtz, chimico francese († 1884)
- 30 novembre - Theodor Mommsen, storico, numismatico e giurista tedesco († 1903)

## Dicembre(11)
- 5 dicembre - Raffaele Lanciano, politico, patriota e medico italiano († 1898)
- 8 dicembre - Christian Emil Krag-Juel-Vind-Frijs, politico danese († 1896)
- 13 dicembre - Jean-Baptiste Millière, politico e giornalista francese († 1871)
- 15 dicembre - Raffaello Carboni, scrittore e patriota italiano († 1875)
- 16 dicembre - Luigi Asioli, pittore italiano († 1877)
- 17 dicembre - Luigi Pissavini, politico, avvocato e prefetto italiano († 1898)
- 19 dicembre - Adolf Dobrjan'skyj, patriota, avvocato e politico († 1901)
- 26 dicembre - Giovanni Battista Ercolani, medico, veterinario e politico italiano († 1883)
- 27 dicembre - Federico Alizeri, storico e critico letterario italiano († 1882)
- 27 dicembre - Nicolas Glasson, politico e giudice svizzero († 1864)
- 31 dicembre - Eugène Sevaistre, fotografo francese († 1897)

## Senza giorno specificato(36)
- Salvatore Agnelli, compositore italiano († 1874)
- Luigi Aliprandi, attore teatrale italiano († 1901)
- Jean-Charles Alphand, ingegnere francese († 1891)
- Andrea Appiani il Giovane, pittore italiano († 1865)
- François-Amilcar Aran, medico francese († 1861)
- Thomas Croxen Archer, botanico britannico († 1885)
- Paolo Emilio Beretta, politico italiano († 1863)
- Giorgio Borsarelli, politico italiano
- Enrique Castro, generale uruguaiano († 1888)
- Guglielmo Cenni, patriota e militare italiano († 1885)
- Giovanni Battista Cevasco, scultore italiano († 1891)
- Gustave Chaudey, politico e giornalista francese († 1871)
- Francis Cook, collezionista d'arte britannico († 1901)
- William Cotton, inventore inglese († 1887)
- Serafino Dell'Uomo, patriota italiano († 1849)
- Angelo Dessiglioli, organaro italiano († 1894)
- Geneviève Élisabeth Disdéri, fotografa francese († 1878)
- William Ferrel, meteorologo statunitense († 1891)
- Giovanni Ferrero, predicatore italiano († 1903)
- Joseph Gayetty, inventore statunitense
- Mustapha Khaznadar, politico ottomano († 1879)
- Bernhard Karl von Koehne, archeologo e numismatico tedesco († 1886)
- Alexandros Koumoundouros, politico greco († 1883)
- Jacques-Émile Lafon, pittore francese († 1886)
- Carlo Laurenti Robaudi, politico e militare italiano († 1876)
- Stepan Stepanovič Lesovskij, ammiraglio russo († 1884)
- Giuseppe Camillo Mattioli, patriota italiano († 1893)
- Jean Pierre Meille, pastore protestante italiano († 1887)
- Theodoros G. Orphanides, botanico greco († 1886)
- Jacques Pucheran, zoologo francese († 1895)
- Georgi Pulevski, scrittore e rivoluzionario macedone († 1893)
- Felice Riccò, artigiano e fotografo italiano († 1894)
- Peter Christian Skovgaard, pittore danese († 1875)
- Mariano Soriano Fuertes, musicologo e insegnante spagnolo († 1880)
- Nikolaj Egorovič Sverčkov, pittore e incisore russo († 1898)
- Thomas Thomson, botanico inglese († 1878)